# Walter Baumgarten
Walter Baumgarten (* 27. Mai 1888 in Hannover; † 1. Januar 1975 in Detmold) war ein deutscher Bauunternehmer,  Politiker (DNVP) und Mitglied des Landtags Lippe.

## Leben
Baumgarten besuchte das Gymnasium in Hannover und anschließend in Kassel und Nienburg,  absolvierte eine Ausbildung im Baugewerbe und wurde Bauingenieur. 1908/09 kam er in den preußischen Staatsdienst in Hanau und führte von 1910 an gemeinsam mit seinem Vater die Firma Franz Baumgarten und Sohn.
Er musste Kriegsdienst leisten und war zuletzt Leutnant der Reserve. 1919 kam er nach der Mandatsniederlegung des Generalsuperintendenten August Wessel als Mitglied der DNVP in den Landtag Lippe. Er wurde 1921 wiedergewählt und trat zur Landtagswahl 1925 nicht mehr an.
Von 1920 an war er gemeinsam mit mehreren Geschäftspartnern Geschäftsführer der Lippischen Vereinsdruckerei, Verlag der Lippischen Tageszeitung.
1926 legte er die Meisterprüfung im Baugewerbe ab, durfte sich als Baumeister bezeichnen  und gründete drei Jahre später eine Meisterschule für Hoch-Tief- und Sraßenbau, deren Direktor er wurde.
In der DNVP gehörte er zum „starken völkischen Flügel“ und war  Mitbegründer der lippischen Ortsgruppe des antisemitischen Deutschvölkischen Schutz- und Trutzbundes.  Er blieb bis zur Auflösung der Partei im Jahre 1933 und wechselte in die NSDAP. Hier führte die Geheime Staatspolizei ein Ermittlungsverfahren gegen ihn, weil er Mitglied der Detmolder Freimaurer-Loge Zur Rose im Teutoburger Wald war.
1937 lobte er in einem Handwerksmeister-Lehrbuch die Nürnberger Rassegesetze.
Nach dem Zweiten Weltkrieg wurde er Mitglied der Freien Demokraten. Baumgarten engagierte sich für den Anschluss des Landes Lippe an Niedersachsen.

### Öffentliche Ämter
- 1931 Vorsitzender des lippischen Landesverbandes des deutschen Bauschulbundes[8]